# Пролітний шлях

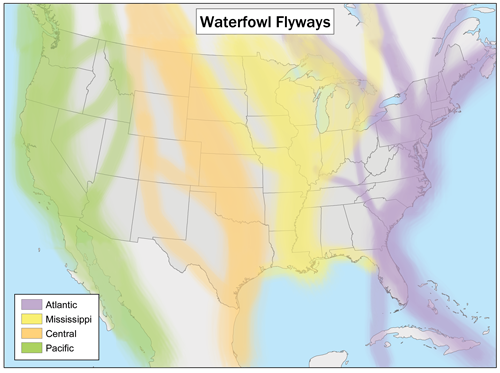
Основні пролітні шляхи північноамериканських водоплавних птахів: атлантичний, міссісіпський, центральний і тихоокеанський.

Головні міграційні маршрути світу

Пролітний шлях або міграційний маршрут (англ. flyway) — шлях, яким рухаються птахи під час міграції. Пролітні шляхи можуть проходити як над сушею, так і над морем, обходячи перешкоди, характерні для даного виду птахів, такі як високі гори, довгі ділянки без води або без суші.
Міграційні шляхи – географічно встановлені та незмінні протягом тривалого часу характеристики безпосереднього переміщення (переселення) птахів у вигляді маршрутних смуг та місць концентрації (скупчення) перелітних птахів під час міграції.